# Gyaca
| Tibetische Bezeichnung                           |
| ------------------------------------------------ |
| Tibetische Schrift: རྒྱ་ཚ་རྫོང་                      |
| Wylie-Transliteration: rgya tsha rdzong          |
| Offizielle Transkription der VRCh: Gyatsha Dzong |
| Chinesische Bezeichnung                          |
| Vereinfacht: 加查县                              |
| Pinyin:Jiāchá Xiàn                               |

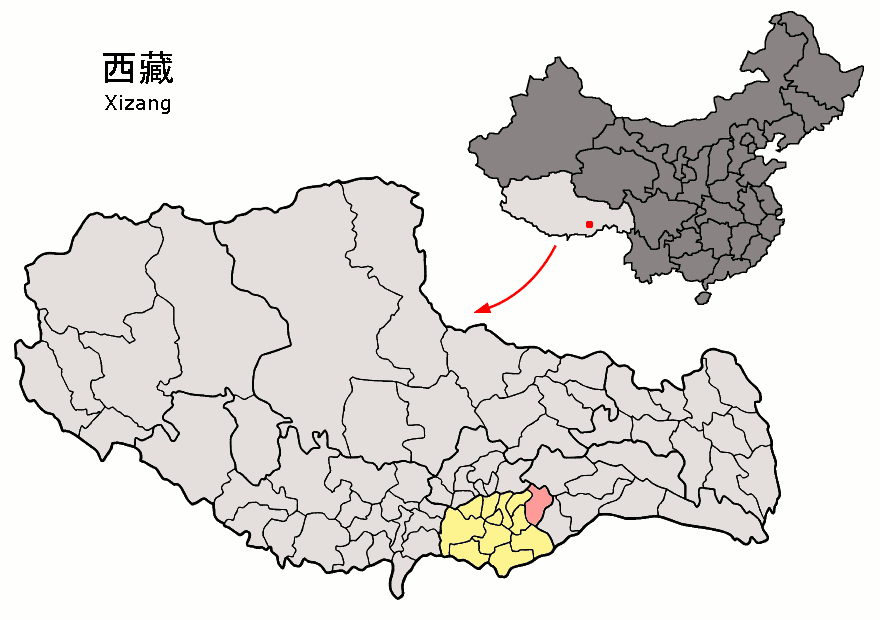
Lage des Kreises Gyaca (rosa) in
Tibet (hellgrau) und Shannan (gelb)

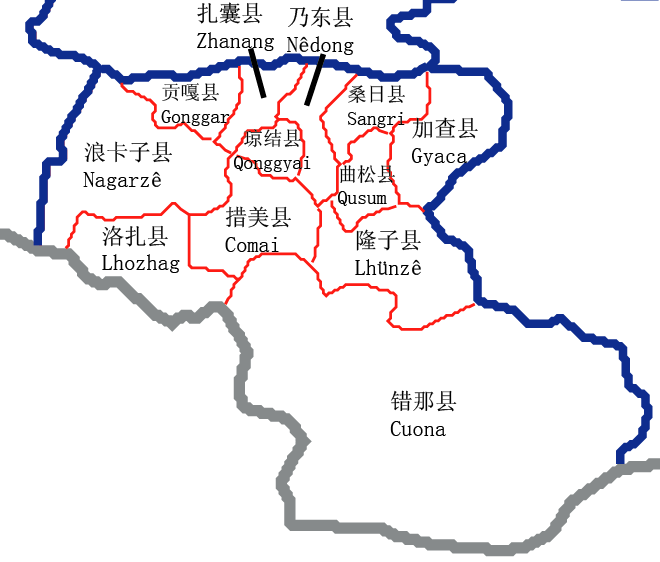
Lage im Regierungsbezirk Shannan

Der Kreis Gyaca des Regierungsbezirks Shannan liegt im Süden des Autonomen Gebiets Tibet in der Volksrepublik China. Die Fläche beträgt 4.390 Quadratkilometer und die Einwohnerzahl beträgt 23.534 (Stand: Zensus 2020). 1999 zählte Gyaca 17.695 Einwohner. Er liegt im Nordosten von Shannan.

## Administrative Gliederung
Auf Gemeindeebene setzt sich der Kreis aus zwei Großgemeinden und fünf Gemeinden zusammen. Diese sind (Pinyin/chinesisch)
- Großgemeinde Jiacha 加查镇
- Großgemeinde Anrao 安绕镇
- Gemeinde Lasui 拉绥乡
- Gemeinde Cuijiu 崔久乡
- Gemeinde Ba 坝乡
- Gemeinde Lengda 冷达乡
- Gemeinde Luolin 洛林乡